# Zlatan Jakšić
Zlatan Jakšić (Selca na otoku Braču, 9. siječnja 1924. – Zadar, 17. ožujka 2007.). Jedan je od najistaknutijih čakavskih pjesnika druge polovice 20. stoljeća. Na Filozofskom fakultetu u Zadru je trideset godina predavao predmete Srpsku književnost i Metodiku nastave.

## Životopis
Rođen je u Selcima na otoku Braču u težačkoj obitelji, školovao se u klasičnoj gimnaziji prvo u Bolu na Braču, a zatim u Splitu te maturirao je u Srijemskim Karlovcima 1944. Na Filozofskom fakultetu Sveučilišta u Beogradu diplomirao je na grupi za Južnoslavenske jezike i književnosti. Godine 1959. zaposlio se na Filozofskom fakultetu u Zadru gdje je 1965. doktorirao s tezom „Sergej Jesenjin kod Hrvata i Srba“. Predavao je Srpsku književnost i Metodiku nastave sve do umirovljenja 1989. Kao vrstan metodičar bio je omiljen kod svojih slušatelja, s njegovih predavanja se nije izostajalo.

## Književno stvaralaštvo
Svoju prvu zbirku čakavskih pjesama Zavitri i spjaže objavio je još kao gimnazijski profesor u Kninu 1958. u vlastitoj nakladi. Pjesme je pisao jedino na svom materinjem jeziku, a to znači na čakavskom govoru rodnog mu mjesta Selca. Pjesme su mu bile odmah zapažene i uvrštene u niz antologija. U toj prvoj knjizi našle su već mjesto antologijske pjesme kao što su „Jutro“, „Perinac“, „Lumbrela“, „Paketi“ i dr. Kroz 20 godina ponovno u vlastitoj nakladi tiskana je zbirka Snig na Braču. U njoj je svojim vlastitim pjesmama pridodao 3 prijevoda pjesama Sergeja Jesenjina s ruskoga na isti selački govor. Uspjeh koji su Jakšićeve pjesme imale kod čitatelja ohrabrio je nemali broj nepoznatih potencijalnih stvaratelja čakavaca da se okušaju pisati i nastupati s pjesmama na domaćem idiomu. U prvim godinama mnogim početnicima sa zadarskog otočja bio je mentor i recenzent. Tako su se u roku kraćem od 10 godina pojavile dvije antologije pjesama čakavskih pjesnika uglavnom podrijetlom sa zadarskog otočja: 1992. Suvremeno čakavsko pjesništvo zadarskoga kraja (autora Božidara Finke isto pjesnika) i 2001. Duga nad maslinama – Panorama suvremenog čakavskog pjesništva zadarskoga kraja (autora Miljenka Mandže).
Osim toga što je Književni centar u Zadru 1989. izdao treću zbirku Z. Jakšića pod naslovom Vrime od škoja, iste 1989. godine Biblioteka „Broški libar“, knjiga 10., objavljuje knjigu s dvadesetak prepjeva Sergeja Jesenjina dvaju autora Bračanina – Zlatana Jakšića iz Selaca i Đure Žuljevića iz Bola, pod specifičnim naslovom Jesenjin po brašku i po brošku, jer je svaki od poštovatelja opusa S. Jesenjina kod prijevođenja rabio svoj braški odnosno broški govor. Obojica autora osjetivši bliskost jampske ritmike i sličnost naglašavanja u ruskom i čakavskom željeli su dalmatinskom čitatelju približiti nadaleko poznatog i omiljenog ruskoga pjesnika. Ova knjiga doživjela je 1998. godine i drugo, ovaj put veoma reprezentativno ilustrirano i ukoričeno izdanje.
Književni opus Z. Jakšića zaokružuje njegova četvrta i posljednja zbirka pjesama Pivac na humaru koja se knjiga znatno razlikuje od prvih triju, sastavljenih većinom od kratkih pjesama. Ovdje na 150 stranica imamo svega 10 pjesama. U svakoj pjesmi, bilo jedan predmet („Vrića“) bilo događaj („Pivac na humaru“) okuplja oko sebe i povezuje u jednu cjelinu cijeli niz, reklo bi se, sasvim raznolikih životnih situacija.
U prvim danima Domovinskoga rata hrvatski pjesnik Drago Štambuk u svojim rodnim Selcima osniva 1991. prvu svehrvatsku pjesničku manifestaciju pod nazivom „Croatia rediviva: Ča, Kaj, Što – baštinski dani“ na kojoj je Z. Jakšić za svoj pjesnički opus prvi ovjenčan maslinovim vijencem (poeta oliveatus). Prema tome i na „Zidu od poezije“, na selačkoj pijaci, ploča s uklesanim njegovim četverostihom nalazi se na počasnom prvom mjestu. Ovoga ljeta 2010. godine na ovoj danas reprezentativnoj književnoj manifestaciji bit će okrunjen 20. hrvatski pjesnik.
Dok mu je zdravlje dopuštalo Z. Jakšić svake je godine sudjelovao na „Baštinskim danima – Croatia rediviva“ u Selcima. Uopće je mnogo i rado nastupao na književnim večerima. Njegove pjesme su dolazile do osobitoga izražaja u interpretaciji samog autora. Svoje pjesme nije nikad čitao već samo govorio napamet. Bio je omiljen ne samo kod slušatelja iz Dalmacije, jer je svojim sugestivnim govorenjem bio razumljiv čak i onima koji nisu poznavali čakavski dijalekt. Njegove pjesme mnogi Selčani znaju napamet, svaka kuća ima bar jednu njegovu knjigu. Selački učenici redovito su nastupali na državnoj školskoj književnoj manifestaciji „Lidrano“ pod vodstvom prof. Neve Kežić, isto selačke čakavske pjesnikinje s njegovim pjesmama. Dramska družina „Mirina“ iz Selaca je u više dalmatinskih mjesta uspješno nastupala s predstavom „Paket“ koju su sami inscenirali prema poznatim Jakšićevim pjesmama „Paketi“ i „Otvaranje paketa“.
Otkad je Z. Jakšić morao napustiti Selca prvo radi školovanja, a zatim zbog zaposlenja, neizostavno je više puta godišnje nalazio način da posjeti rodno mjesto ne samo za vrijeme školskih ferija već obavezno za Božić i Uskrs. Na Veliki Petak nikad nije propustio sudjelovati u procesiji Selca – Sumartin – Selca nalazeći se među glavnim pjevačima. Na povratku iz Sumartina u Selca procesija redovito prolazi pored njegove kuće, zaustavlja se i pjeva. Toga običaja se Selčani nastavljaju pridržavati, i nakon njegove smrti. Za uspomenu i zahvalnost njemu isklesali su i pričvrstili su na ulazu u njegov dvor ploču s riječima: „Promislimo evo danas / ki na križu umri za nas / Našen Zlatanu G. S. 2008.“

## Vanjske poveznice
Djela
Poezija Zlatana Jakšića  Arhivirana inačica izvorne stranice od 5. listopada 2016. (Wayback Machine)